# 上松求麻村
上松求麻村（かみまつくまむら）は、かつて熊本県八代郡にあった村。現在の八代市坂本町坂本、荒瀬、葉木、鎌瀬、中津道、市之俣にあたる。

## 地理
- 山岳 : 国見山、米の窪
- 河川 : 球磨川、市之俣川、渋利川、油谷川、鎌瀬川

## 歴史
- 1889年（明治22年）4月1日 - 町村制の施行により、近世以来の上松求麻村が単独で自治体を形成。
- 1961年（昭和36年）4月1日 - 百済来村、下松求麻村と合併して坂本村が発足。同日、上松求麻村廃止。

## 教育

### 小学校
- 上松求麻村立第一小学校（のちの藤本小学校、2003年〈平成15年〉に他6校と統合して八代市立八竜小学校〈当時、坂本村立〉になる）
- 上松求麻村立第二小学校（のちの中津道小学校、以下同上）
- 上松求麻村立第二小学校市之俣分校（のちの中津道小学校市之俣分校、1988年〈昭和63年〉に中津道小学校に統合）

### 中学校
- 上松求麻村立中学校（のちの上松中学校、1975年〈昭和50年〉に他2校と統合して八代市立坂本中学校〈当時、坂本村立〉になる）
- 上松求麻村立中学校中津道分校（のちの上松中学校中津道分校、以下同上）

## 交通

### 鉄道
- 日本国有鉄道
  - 肥薩線
    - 坂本駅、葉木駅、鎌瀬駅

### 道路
- 国道219号
- 熊本県道17号坂本人吉線
- 熊本県道158号中津道八代線